# Подоистрово
Подоистрово — деревня в Клинском районе Московской области, в составе Нудольского сельского поселения. Население — 12 чел. (2010). До 2006 года Подоистрово входило в состав Малеевского сельского округа.
Деревня расположена в южной части района, примерно в 15 км к югу от райцентра Клин, на безымянном ручье, правом притоке реки Чёрная (приток Истры), высота центра над уровнем моря 237 м. Ближайший населённый пункт — примыкающая на севере Малеевка.

## Население
| 2002 | 2006 | 2010 |
| ---- | ---- | ---- |
| 7    | ↘3   | ↗12  |